# Броднічка (Куявсько-Поморське воєводство)
Броднічка (пол. Brodniczka, нім. Kleinfurt) — село в Польщі, у гміні Сведзебня Бродницького повіту Куявсько-Поморського воєводства.
У 1975-1998 роках село належало до Торунського воєводства.